# Rezolucija Vijeća sigurnosti UN-a 1581
Rezolucijom Vijeća sigurnosti UN-a 1581, jednoglasno usvojenom 18. siječnja 2005., nakon pozivanja na rezolucije 1503 (2003.) i 1534 (2004.), Vijeće je odobrilo produljenje mandata sedam sudaca s kratkoročnim mandatom na Međunarodnom kaznenom sudu za bivšu Jugoslaviju (MKSJ) kako bi im se omogućilo da završe suđenje u slučajevima na kojima su radili. To je bila prva rezolucija Vijeća sigurnosti usvojena 2005. godine.
Vijeće sigurnosti očekivalo je da će produljenje mandata sudaca unaprijediti postupke i omogućiti MKSJ-u da ispuni svoje obveze prema strategiji završetka rada. Postupajući na zahtjev glavnog tajnika Kofija Annana, Vijeće produžuje mandate sudaca ad litem kako slijedi: 
(a) Sudac Rasoazanany i sudac Swart završavaju slučaj Hadžihasanović;
(b) sudac Brydensholt i sudac Eser završavaju slučaj Orić;
(c) sudac Thelin i sudac Van Den Wyngaert završavaju slučaj Limaj;
(d) sudac Canivell završi slučaj Krajišnik;
(e) da sudac Szénási završi predmet Halilović ako mu je dodijeljen;
(f) Sudac Hanoteau završi slučaj Krajišnik ako mu je dodijeljen.
Vijeće je primijetilo namjeru MKSJ-a da završi slučaj Hadžihasanović do kraja rujna 2005., slučaj Halilović do kraja listopada 2005., slučajeve Orić i Limaj do kraja studenog 2005. i slučaj Krajišnik do kraja travnja 2006.

## Vanjske poveznice
| Wikizvor | Engleski Wikizvor ima izvorni tekst na temu: United Nations Security Council Resolution 1581 |

- Text of the Resolution at undocs.org